# St. Albertus Magnus (Düsseldorf)

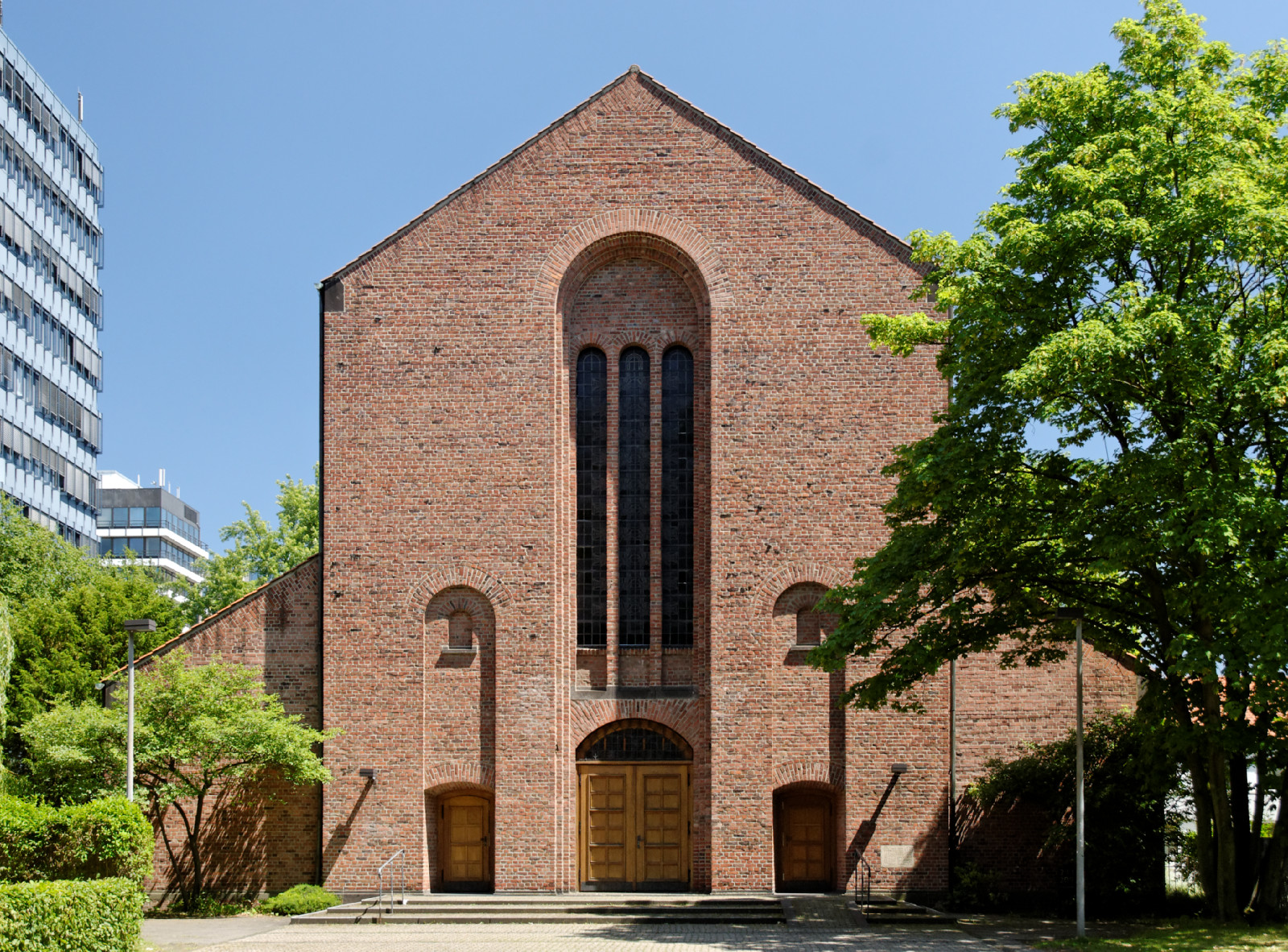
St.-Albertus-Magnus-Kirche

Die katholische Kirche St. Albertus Magnus in Düsseldorf-Golzheim wurde 1938 an der Kaiserswerther Straße erbaut, 1939 als erste Pfarrkirche Golzheims eingeweiht, aber erst 1974 endgültig fertiggestellt. Sie gehört zur Kirchengemeinde Heilige Familie im Stadtdekanat Düsseldorf des Erzbistums Köln.

## Geschichte

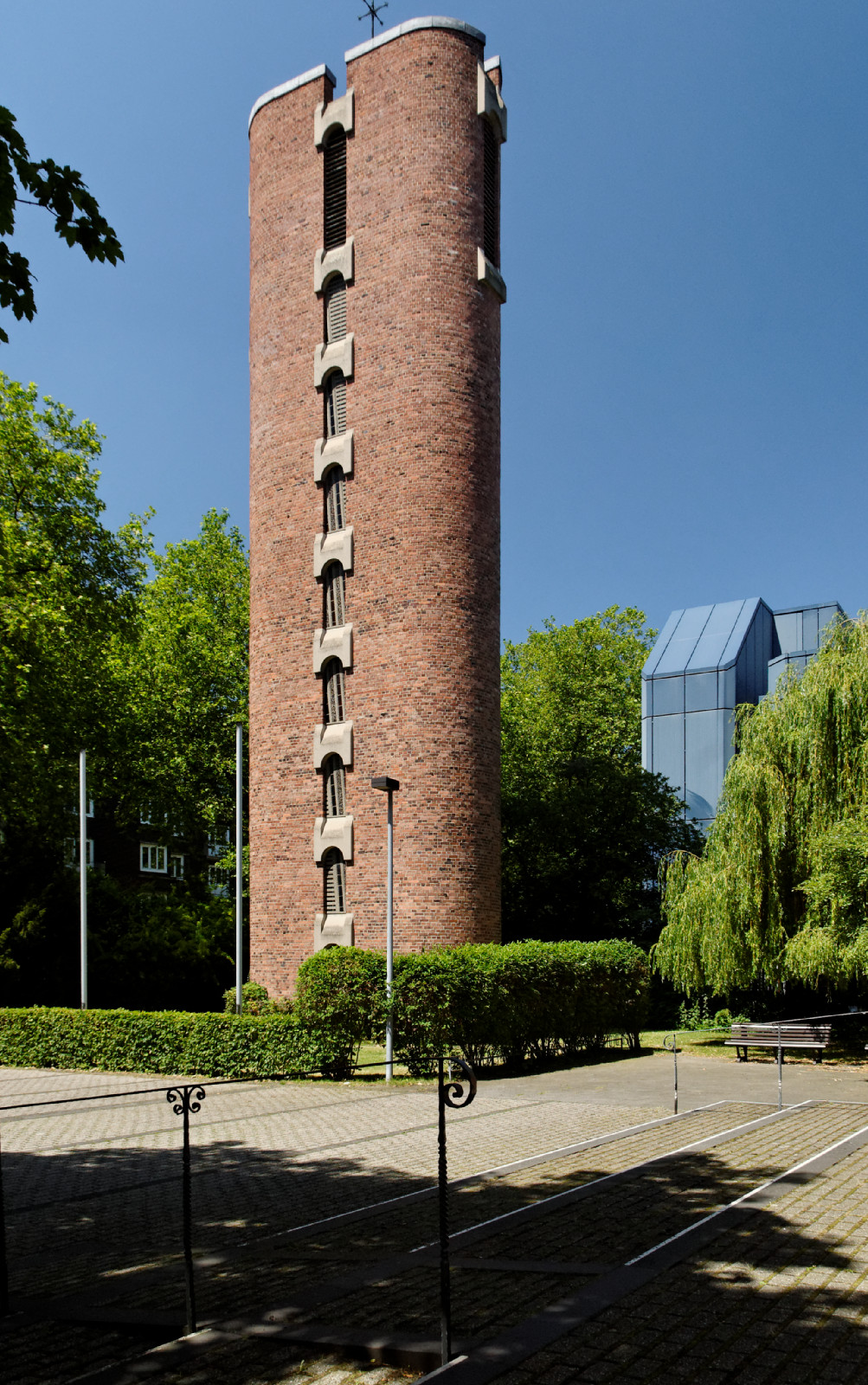
Campanile

Bis zur Einweihung fanden die Gottesdienste in der St.-Joseph-Kapelle an der Ecke Kaiserswerther Straße/Uerdinger Straße statt. Diese Kapelle, 1660 erbaut und somit seinerzeit das älteste Gotteshaus Golzheims, musste 1937 einer Verkehrsplanung weichen.
Architekt der Pfarrkirche St. Albertus Magnus war Franz Schneider.
Die Kirche entspricht dem Bautyp einer Basilika und besteht aus einem vierjochigen Hauptschiff und zwei dreijochigen Nebenschiffen. Das Gebäude ist aus Backstein gemauert.
Ursprünglich hatte die Kirche im Westen einen Turm, der in die Fassade integriert war. Beim Bau durften nach dem Baubescheid nur 2000 Kilogramm Eisen verwendet werden.
1974 wurde die Kirche durch die Düsseldorfer Architekten Hubert Brauns und Richard Janeschitz vollendet. Der alte Turm wurde abgetragen, stattdessen ein Chor und eine fensterlose Apsis angebaut. Die Seitenschiffe wurden über die volle Länge des Hauptschiffs verlängert.
Als Ersatz des alten Turmes wurde auf dem Vorplatz ein Campanile errichtet.
Die Kirche ist dem Patrozinium des heiligen Albertus Magnus unterstellt. Dieser gilt in der katholischen Kirche als Kirchenlehrer und Schutzpatron der Wissenschaftler.

## Orgel
Die Orgel von 1954 wurde von dem Orgelbauer Romanus Seifert & Sohn (Kevelaer) erbaut. Das Kegelladen-Instrument hatte 19 Register auf zwei Manuale und Pedal. Die Spiel- und Registertrakturen waren elektrisch. Dank der Robert-Schumann-Hochschule Düsseldorf wurde in der Albertus-Magnus-Kirche eine hochschuleigene Konzert- und Unterrichtsorgel gebaut. Die inzwischen abgebaute Orgel wurde verkauft. Nach der technischen Montage im Dezember 2018 erfolgten die klanglichen Arbeiten.
| I Hauptwerk C–g3 |                |       |
| 1.               | Prinzipal      | 8′    |
| 2.               | Spitzgamba     | 8′    |
| 3.               | Metallflöte    | 4′    |
| 4.               | Prinzipal      | 2′    |
| 5.               | Sesquialter II |       |
| 6.               | Mixtur IV      | 1 ⁄3′ |
| 7.               | Trompete       | 8′    |

| II Positiv C–g3 |                   |       |
| 8.              | Liebliche Gedackt | 8′    |
| 9.              | Prinzipal         | 4′    |
| 10.             | Nachthorn         | 2′    |
| 11.             | Spitzquinte       | 1 ⁄3′ |
| 12.             | Scharff II–III    | 1′    |
| 13.             | Schalmey          | 8′    |
|                 | Tremulant         |       |

| Pedal C–f1 |             |     |
| 14.        | Subbass     | 16′ |
| 15.        | Oktavbass   | 8′  |
| 16.        | Gedacktbass | 8′  |
| 17.        | Choralbass  | 4′  |
| 18.        | Flachflöte  | 2′  |
| 19.        | Fagottbass  | 16′ |

- Koppeln: II/I (auch als Suboktavkoppel), I/P, II/P

Die neue Orgel wurde von der Orgelbaufirma Rieger erbaut und 2019 eingeweiht. Das Instrument hat 57 Register auf drei Manualwerken und Pedal.
| I Hauptwerk C–c4  |        |
| Principal         | 16′    |
| Principal         | 08′    |
| Gedackt           | 08′    |
| Flûte harmonique  | 08′    |
| Viola da Gamba    | 08′    |
| Octave            | 04′    |
| Blockflöte        | 04′    |
| Quinte            | 02 ⁄3′ |
| Superoctave       | 02′    |
| Mixtur major V    | 02′    |
| Mixtur minor IV–V | 01 ⁄3′ |
| Cornet V          | 08′    |
| Trompete          | 16′    |
| Trompete          | 08′    |

| II Positif expressif C–c4 |        |
| Bourdon                   | 16′    |
| Principal                 | 08′    |
| Holzgedackt               | 08′    |
| Salicional                | 08′    |
| Unda maris                | 08′    |
| Prestant                  | 04′    |
| Rohrflöte                 | 04′    |
| Sesquialtera II           | 02 ⁄3′ |
| Doublette                 | 02′    |
| Larigot                   | 01 ⁄3′ |
| Scharff IV                | 01′    |
| Krummhorn                 | 08′    |
| Klarinette                | 08′    |
| Tremulant                 |        |

| III Récit expressif C–c4 |         |
| Cor de Chamois           | 16′     |
| Bourdon                  | 08′     |
| Flûte                    | 08′     |
| Viole                    | 08′     |
| Aeoline                  | 08′     |
| Voix céleste             | 08′     |
| Principal                | 04′     |
| Fugara                   | 04′     |
| Flûte traversiere        | 04′     |
| Nazard                   | 02 ⁄3′  |
| Octavin                  | 02′     |
| Tierce                   | 01 3⁄5′ |
| Piccolo                  | 01′     |
| Fourniture III–V         | 02 ⁄3′  |
| Basson                   | 16′     |
| Trompette harmonique     | 08′     |
| Hautbois                 | 08′     |
| Clairon harmonique       | 04′     |
| Voix humaine             | 08′     |
| Tremolo                  |         |

| Pedal C–g1 |     |
| Untersatz  | 32′ |
| Principal  | 16′ |
| Subbass    | 16′ |
| Principal  | 08′ |
| Gedackt    | 08′ |
| Cello      | 08′ |
| Choralbass | 04′ |
| Bombarde   | 16′ |
| Fagott     | 16′ |
| Posaune    | 08′ |
| Klarine    | 04′ |

- Koppeln (mechanisch): II/I, III/I, III/II, I/P, II/P, III/P

## Glocken
Im Campanile auf dem Kirchplatz nahe der Straße hat den Grundriss einer Superellipse und fällt durch bis ganz nach oben reichende vertikale Fensterbänder an den Breitseiten auf. Im Glockenstuhl hängen vier Glocken, von denen drei im Jahr 1956 bei Petit & Gebr. Edelbrock, Gescher, gegossen wurden. Glocke II, eine historische Glocke von 1484, ist eine Leihglocke.
| Glocke | Name        | Durchmesser | Gewicht  | Schlagton | Inschrift                                                               |
| ------ | ----------- | ----------- | -------- | --------- | ----------------------------------------------------------------------- |
| I      | Albertus    | 1304 mm     | 1300 kg0 | dis’-1    | LOB CHRISTI VERKÜNDE + DIE GLÄUBIGEN VERBINDE IN LIEBE ZU GOTT +        |
| II     | Christus    | 1010 mm     | 600 kg   | fis’+3    | O REX GLORIE VENI CUM PACE (O König der Herrlichkeit, komme in Frieden) |
| III    | Josef       | 0956 mm     | 500 kg   | gis’-2    | GEFAHREN ABWENDE + DEN DANKBAREN SPENDE FRIEDEN UND BROT                |
| IV     | Schutzengel | 0840 mm     | 350 kg   | ais’-1    | GELEITE DIE KINDER + DIE GROSSEN UND KLEINEN INS EWIGE LICHT +          |

Das Läutemotiv ist O Heiland, reiß die Himmel auf